# North New Brighton

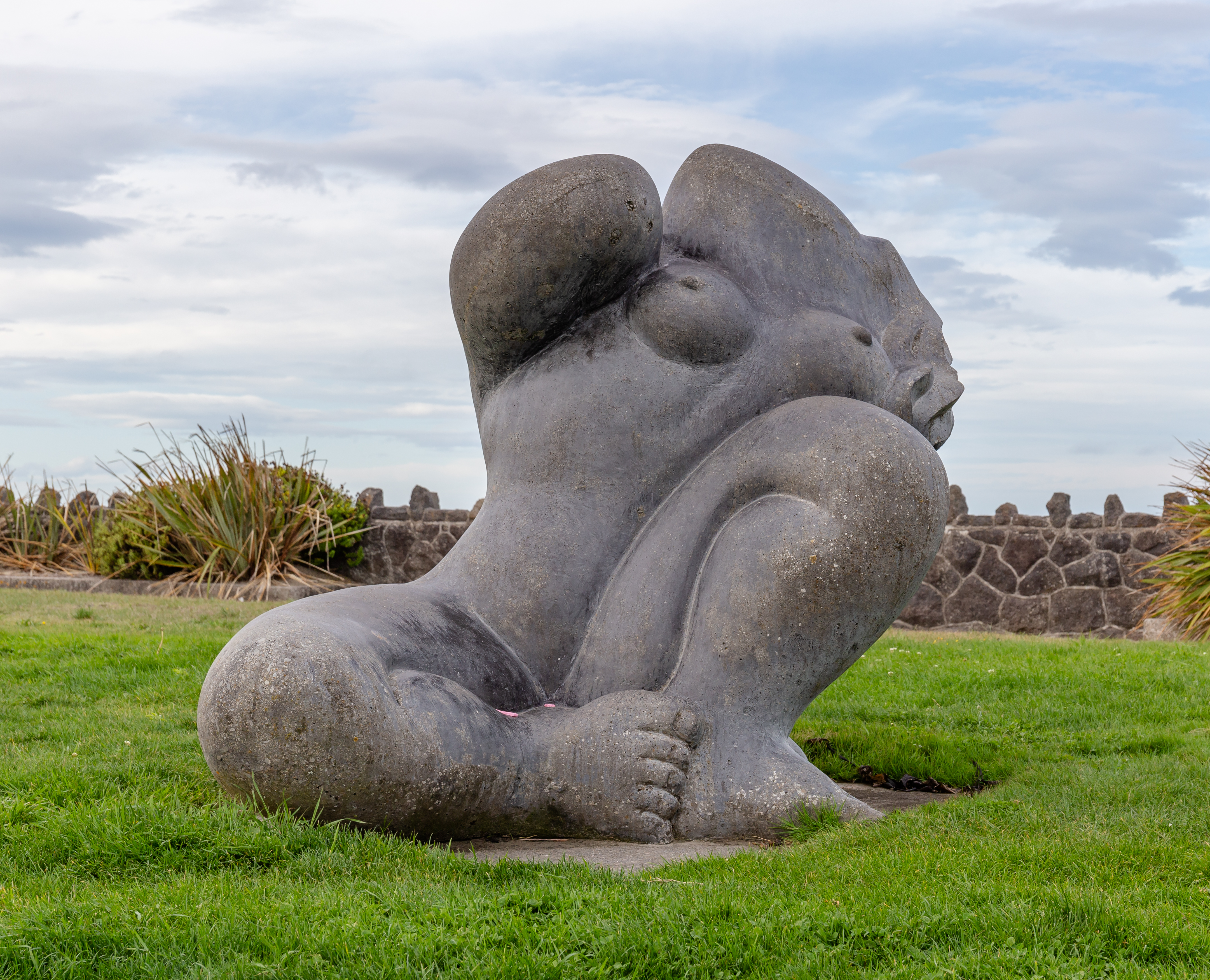
sculpture située sur le front de mer de North New Brighton

North New Brighton est une banlieue du côté nord de la cité de Christchurch dans la partie moyenne de l'Île du Sud de la Nouvelle-Zélande. 

## Toponymie
La banlieue était à l’origine connu  comme le «North Beach» , la plage du nord et était facilement accessible à partir de la cité de Christchurch par le tram.
Elle fut dénommée officiellement «North New Brighton» en 1953.

## Démographie
La zone statistique de North Beach couvre 1,99 km2.
La banlieue a une population estimée à 4 140 habitants en juin 2021 avec une densité de la population de 2,081 personnes par km2. 
North Beach  a une population de 4,071 personnes lors de recensement en 2018 de la Nouvelle-Zélande, en augmentation de 69 personnes (1,7 %) depuis le recensement de 2013 en Nouvelle-Zélande, et une diminution 12 personnes (soit -0,3 %) depuis le recensement de 2006 en Nouvelle-Zélande. 
Il y avait 1 647 logements. 
On comptait 2 016 hommes et 2 052 femmes, donnant ainsi un sexe ratio de 0.98 homme pour une femme. 
L’âge médian était de 37,8 ans (comparé avec les 37,4 ans au niveau  national), avec 834 personnes (soit 20,5 %) âgées de moins de 15 ans, 753 personnes (18,5 %) âgées de 15 à 29 ans, 1,941 personnes (47,7 %) âgées de 30 à 64 ans, et 537 personnes (13,2 %) âgées de 65 ans et plus.
L’ethnicité était pour 89,4 % européens/Pākehā, pour 15,5 % Māoris, pour 3,7 %  personnes originaires du Pacifique, 2,4 % asiatiques, et pour 1,8 % d’autres ethnicités (le total fait plus de 100 % dans la mesure où les personnes peuvent s’identifier avec de multiples ethnicités).
La proportion des personnes nées outre-mer était de 16,7 %, comparée avec les 27,1 % au niveau national.
Bien que certaines personnes objectent à donner leur religion, 60,4 % n’avaient aucune religion, 29,0 % étaient chrétiens, 0,3 % étaient hindouistes, 0,1 % étaient musulmans, 0,2 % étaient bouddhistes et 2,8 % ont une autre religion.
Parmi ceux d’au moins 15 ansd’âge, 504 personnes (15,6 %) avaient un niveau de bachelier ou un degré supérieur et 717 personnes (22,2 %) n’avaient aucune qualification formelle. 
Les revenus médians étaient de 31,500 $, comparés avec les 31,800 $ au niveau national. 
Le statut d’emploi de ceux de plus de 15 ans était pour 1 662 personnes (51,3 %) un emploi à plein temps , pour  465 personnes(14,4 %) était un temps partiel avec 123 personnes (soit 3,8 %) qui étaient sans emploi .

## Éducation
- L'école de «Rāwhiti School » est une école assurant entièrement le primaire , accueillant des enfants allant de l’année 1 à 8[5].

Elle a un effectif de 599 élèves. L’école ouvrit en 2015 du fait de la fusion entre les écoles de «North New Brighton», «Central New Brighton» et «Freeville Schools».
- L'école supérieure de Shirley Boys (en) est une école secondaire avec un seul sexe pour les garçons allant de 9 à 13[7] avec un effectif de 1 227 élèves. L’école ouvrit dans la banlieue de Shirley en 1957[8] et à la suite des dommages au niveau de son site lors du tremblement de terre dans le cadre du Séisme de février 2011 à Christchurch, elle se déplaça vers sa localisation actuelle en 2019[9].

- L'école supérieure de filles d’Avonside (en) est aussi une école secondaire avec un seul sexe pour les filles allant de l’année 9 à 13[10].

Son effectif était de 1 024 élèves. Elle ouvrit dans la banlieue d’Avonside en 1919, et se déplace en direction de  North New Brighton  en 2019 du fait des dommages liés au « tremblements de terre de 2011» .
Toutes ces écoles sont des écoles publiques. L’effectif sont ceux de mars 2020

## Voir  aussi
- Liste des villes de Nouvelle-Zélande
- Christchurch City, Nouvelle-Zélande